# Hawkinge
Hawkinge – wieś w Anglii, w hrabstwie Kent, w dystrykcie Folkestone and Hythe. Leży 48 km na wschód od miasta Maidstone i 100 km na południowy wschód od centrum Londynu.
W Hawkinge znajduje się największe na świecie muzeum poświęcone bitwie o Anglię, z eksponatami z ponad 700 rozbitych samolotów.